# Dust Bowl

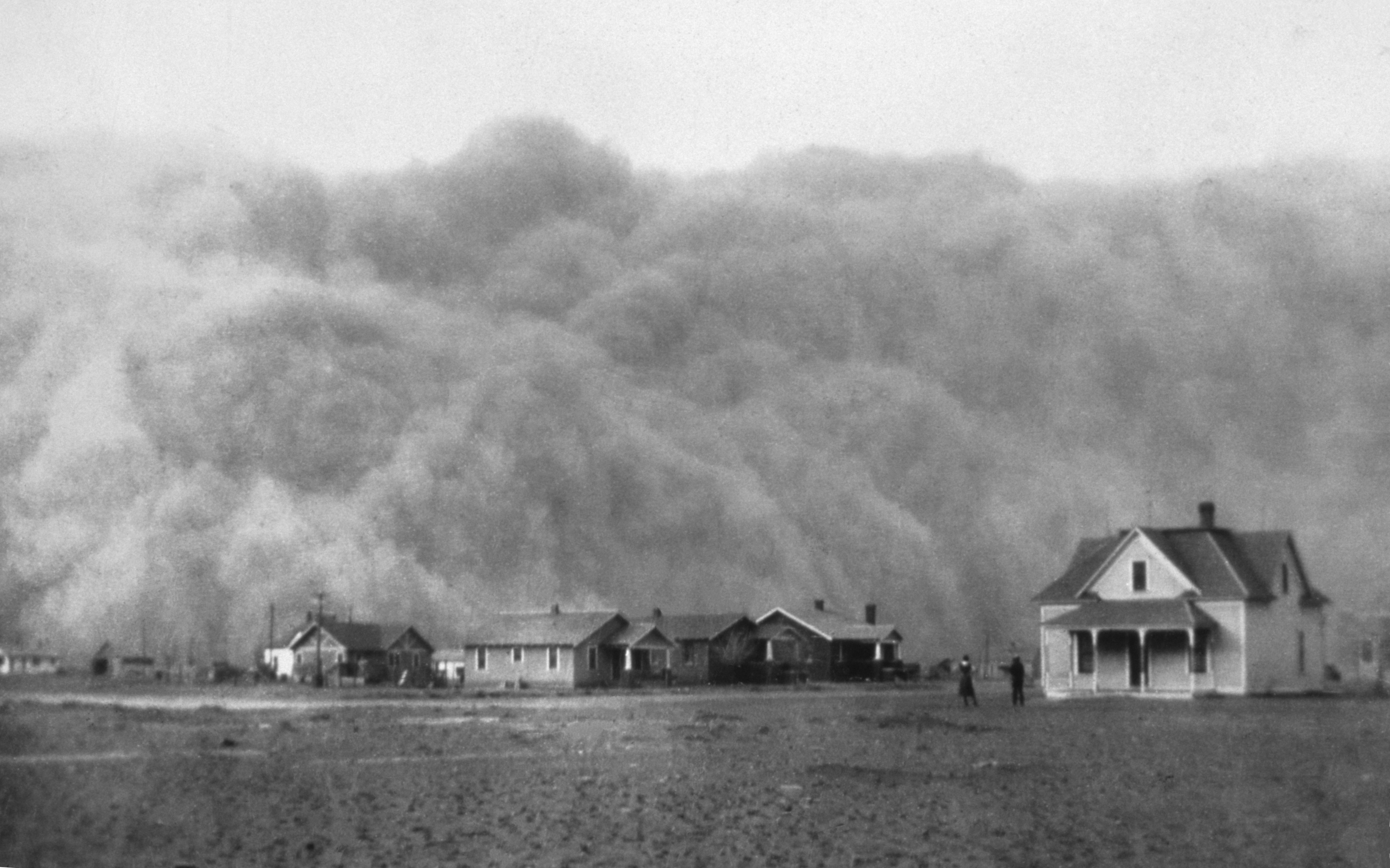
Una tempesta di sabbia si avvicina a Stratford (Texas) nel 1935.

Con il termine Dust Bowl (in inglese: conca di polvere, chiamata anche alternativamente uragani di sabbia) si indica una serie di tempeste di sabbia che colpirono gli Stati Uniti centrali e il Canada tra il 1931 e il 1939, causate da decenni di tecniche agricole inappropriate e dalla mancanza di rotazione delle colture. Il terreno fertile delle Grandi Pianure era infatti esposto ad arature profonde che finivano per distruggere l'erba che ne assicurava l'idratazione.
Durante la siccità, il suolo si seccò diventando polvere, e venne soffiato via verso est, principalmente in grandi nuvole nere. Talvolta queste nuvole di polvere oscuravano il cielo fino a Chicago, e gran parte della terra rimossa si perse completamente nell'Oceano Atlantico. Questo disastro ecologico causò un esodo da Texas, Kansas, Oklahoma e dalle grandi pianure circostanti, con oltre mezzo milione di americani che restarono senza casa. Molti migrarono ad ovest in cerca di lavoro.
Il termine può anche indicare l'area geografica colpita dal fenomeno, corrispondente alla regione compresa tra Texas, Kansas, Oklahoma, Colorado e Nuovo Messico.

## Scenario

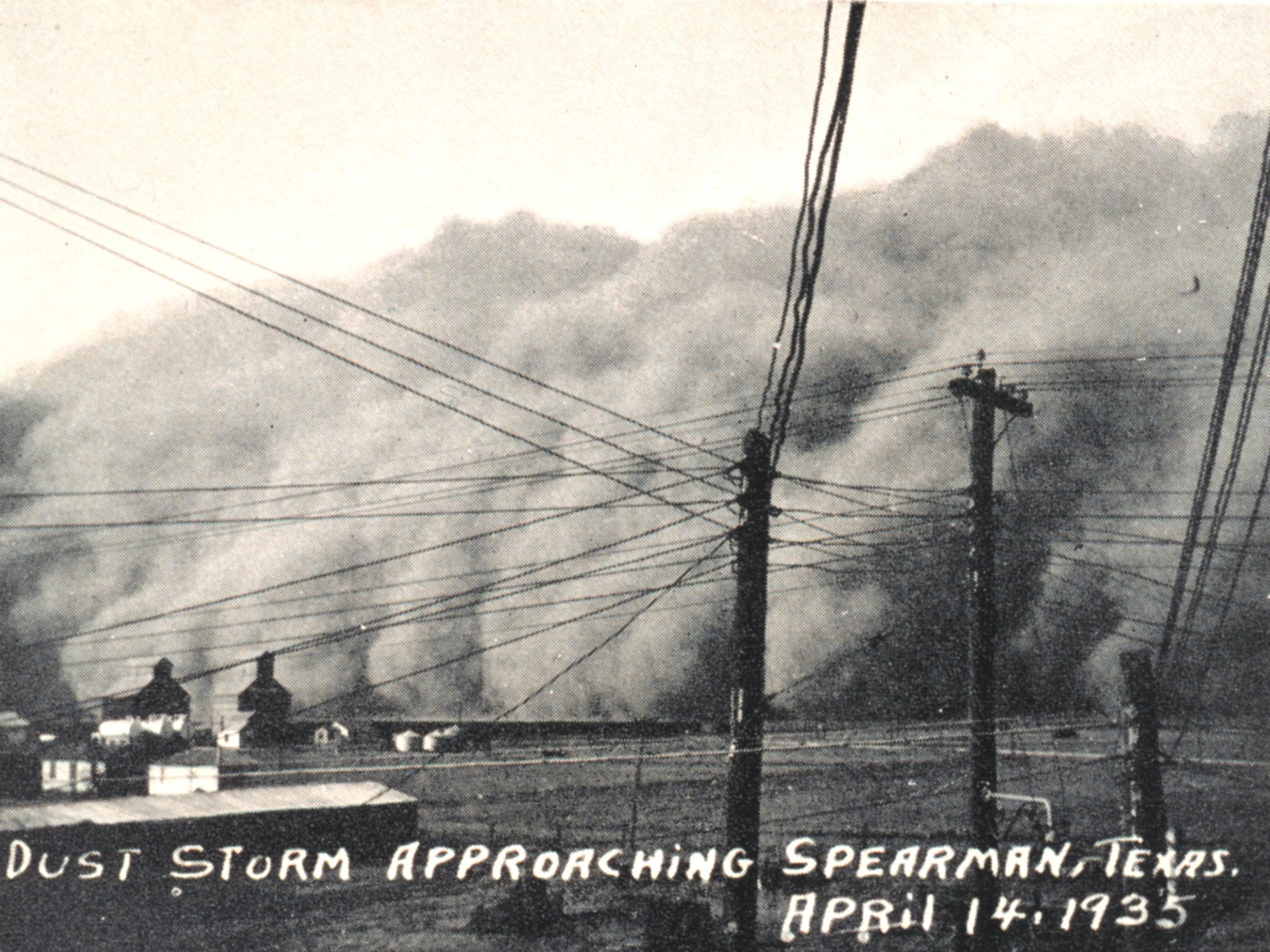
Tempesta di polvere a Spearman (Texas), 14 aprile 1935.

Mappa delle contee colpite dalla Dust Bowl

È noto il fatto che ci fosse instabilità economica nell'agricoltura durante gli anni 1920, a causa della sovrapproduzione che fece seguito alla prima guerra mondiale. Le forze di mercato nazionali e internazionali durante la guerra avevano fatto sì che gli agricoltori spingessero lo sfruttamento agricolo oltre i suoi limiti naturali. Terre sempre più marginali, che oggi verrebbero considerate inadatte alla coltivazione, vennero sfruttate per catturare i profitti derivanti dalla guerra.
Con le loro terre sterili e le case requisite a causa di debiti non pagabili, molte famiglie contadine si arresero e partirono. La migrazione fu drastica; il 15% della popolazione dell'Oklahoma si spostò ad ovest, e i migranti venivano generalmente indicati come "Okies", che venissero o meno dall'Oklahoma. Le stime più alte per il numero di americani dislocati arrivano a 2,5 milioni, ma la cifra più bassa di 3-400.000, basata sulla popolazione di 2,3 milioni di abitanti dell'Oklahoma all'epoca è più probabile. Questo processo migratorio da allora non si è mai completamente arrestato e ha determinato lo spopolamento delle Grandi Pianure degli Stati Uniti d'America.

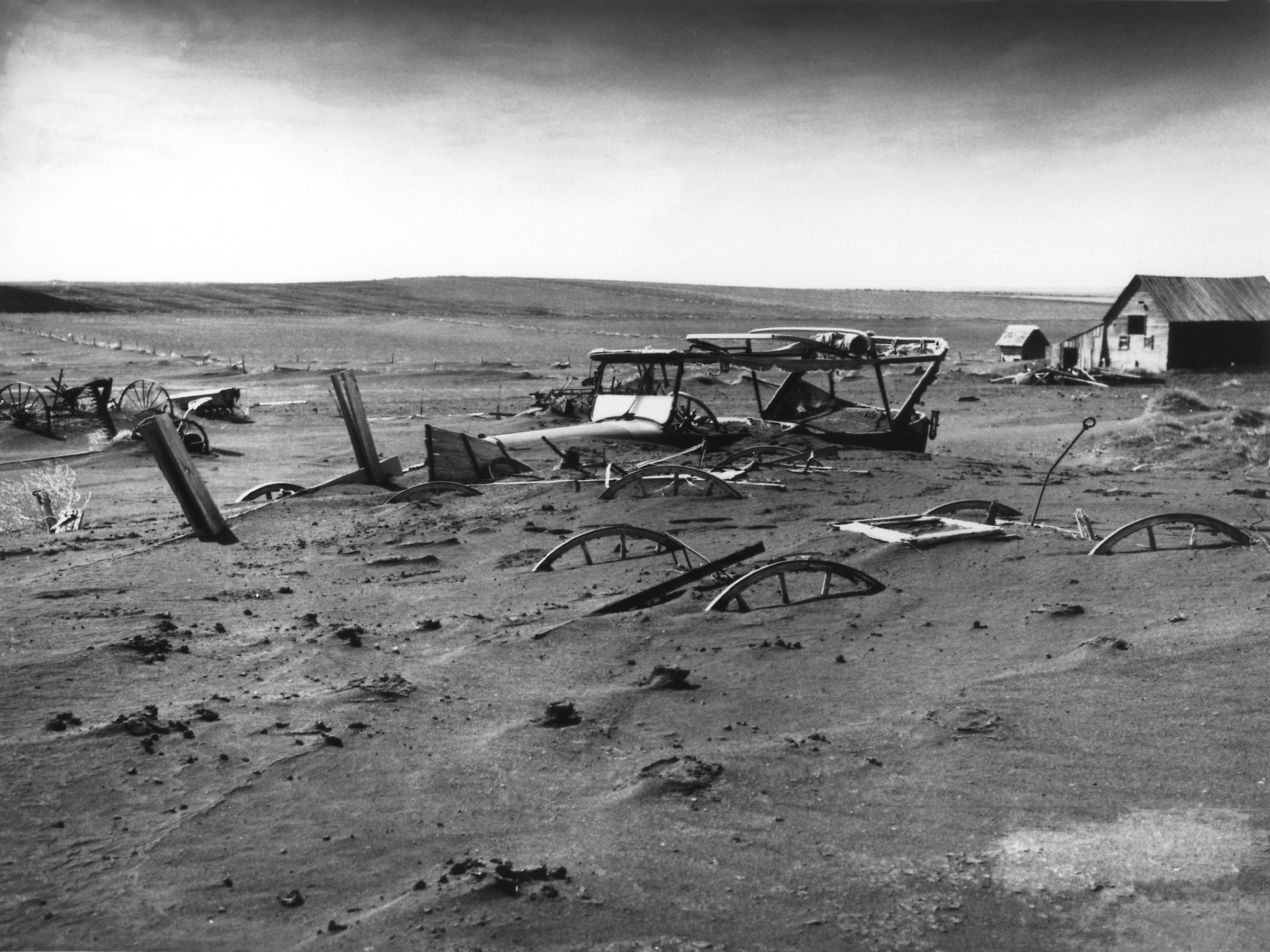
Macchinari sepolti dalla polvere. Dallas (Dakota del Sud), maggio 1936.

L'11 novembre 1933, una tempesta di polvere molto forte strappò via la superficie del terreno dei campi del Dakota del Sud, in una serie di disastrose tempeste di polvere di quell'anno. Quindi l'11 maggio 1934, una forte tempesta di polvere durata due giorni rimosse grandi quantità della superficie del terreno delle Grandi Pianure, in una delle peggiori di queste tempeste nel Dust Bowl. Le nuvole di polvere arrivarono fino a Chicago, dove lo sporco cadeva come neve, scaricando l'equivalente di 1,8 kg di detriti per ogni abitante della città. Diversi giorni dopo, la stessa tempesta raggiunse alcune città dell'est, come Buffalo, Boston, New York e Washington. Quell'inverno sul New England cadde della neve rossa.
Il 14 aprile 1935, noto come la "Domenica Nera", si ebbe una delle peggiori tempeste nel Dust Bowl, che provocò danni estesi, e trasformò il giorno in notte. Testimoni riportarono che in certi punti non si riusciva a vedere a due metri di distanza.
Durante i primi 100 giorni della presidenza di Franklin Delano Roosevelt, vennero realizzati programmi governativi per ripristinare l'equilibrio ecologico della nazione. Il governo statunitense stava istituendo il Soil Conservation Service, l'odierno Natural Resources Conservation Service.
La crisi umanitaria venne documentata da fotografi della Farm Security Administration; tra questi la più famosa fu Dorothea Lange.
Dopo il picco massimo del 1935, per effetto della riduzione dello sfruttamento dei terreni e di una migliore irrigazione, il fenomeno perse di intensità fino a pressoché scomparire.

## Riferimenti nella cultura di massa
- Il romanzo Furore di John Steinbeck, classico della letteratura statunitense, pubblicato nel 1939, racconta la storia della famiglia Joad, proveniente dall'Oklahoma e costretta a migrare in California in cerca di lavoro dopo i pesanti danni inflitti dalla siccità.
- Il film di fantascienza Interstellar, girato nel 2014, mostra gli Stati Uniti del XXI secolo, devastati nuovamente dalle tempeste di polvere; gli unici raccolti sopravvissuti sono quelli di granturco. Il regista Christopher Nolan ha preso ispirazione dalle crisi degli anni che vanno dal 1931 al 1939, nonché dal documentario del 2012 The Dust Bowl, per ricavarne ulteriori paralleli.[5]
- La canzone dei Mumford & Sons Dust Bowl Dance, tratta dall'album del 2009 Sigh No More, narra proprio la storia di un ragazzo costretto ad abbandonare la sua terra per questi drastici cataclismi.